# Bálint Márton Általános Iskola és Gimnázium
A Bálint Márton Általános Iskola és Gimnázium egy Törökbálinton található iskola. Az intézményben alapfokú oktatási, és gimnáziumi szintű oktatás folyik. Nevét Bálint Mártonról, törökbálinti pedagógusról, második világháborús századosról kapta.

## Az iskola története
Az iskola 1985. augusztus 29-én jött létre, az akkori Művelődési Minisztérium, Pest Megye Tanácsa és Törökbálint Nagyközség Tanácsa megegyezéseként, Kísérleti Általános Iskola néven. Létesülésekor 1-8. osztályos oktatás jellemezte, mellette az értékközvetítő és képességfejlesztő program (ÉKP) fejlesztői, és kísérleti helye.
Az intézmény rendszeres innovációs tevékenysége iránt országszerte érdeklődtek, aminek eredményeként 1989-ben a Művelődési Minisztérium segítségével az iskola lett a Képességfejlesztés Országos Központja.
Az önkormányzat fejlesztési elképzelései és a demográfiai helyzet eredményeként az iskola 1990. szeptember 1-jén önkormányzati létesítéssel létrejött a Kísérleti Gimnázium és Szakközépiskola. Ezzel kezdetét vette a gimnáziumi, és szakközépiskolai képzés. Az iskola által oktatott két szakirány két csoportra volt osztható; informatika és vendéglátás-turizmus szakmacsoportra.
Közoktatási megállapodások során először 1994. január 1-jétől az ELTE Kísérleti Gyakorlóiskolája lett, majd 1997. szeptember 1-jétől a JPTE Kísérleti Gyakorlóiskolájává vált.
1999. július 1-jétől az önkormányzat visszavette, így újra az önkormányzat által irányított intézmény lett.
2013. január 1-től az állami fenntartásba vétel következményeként az intézmény fenntartója a KLIK Érdi Tankerülete lett.
2013. szeptember 1-től megindult az oktatás az új Óvoda utca 6-szám alatti épületben is.
2022. szeptember 1-től az iskolában megszűnt a szakközépiskolai képzés, ezzel az intézmény neve is megváltozott.

## Az iskola típusa
Jelenleg Törökbálint Város Önkormányzata a 268/2007. (VIII.30) ÖK határozatával az intézményt az alábbi típusokba sorolja be:
- 8 évfolyamos általános iskola,
- 5 (4+1) évfolyamos általános tantervű gimnázium,
  - 1 nyelvi előkészítő évfolyam (angol-német nyelven),
  - 4 évfolyamos általános tantervű gimnázium (humán-reál bontásban).

## Az iskola igazgatói
- 1985-1986. Dr. Német István
- 1986-1988. Dr. Zsolnai József, és Dr. Német István
- 1988-1997. Dr. Zsolnai József
- 1997-1998. Kiss Éva (megbízott igazgató)
- 1998-1999. Dr. Zsolnai József (megbízott igazgató)
- 1999-2000. Dr. Német István (megbízott igazgató)
- 2000-2005. Dr. Német István
- 2006-2010. Dr. Német István
- 2011-      Keszler Márton

## Az iskola adatai
OM azonosító: OM 032616 

Székhely: 2045 Törökbálint, Óvoda u. 6. 

Postacím: 2045 Törökbálint, Óvoda u. 6.

## Lásd még
- Törökbálint
- Bálint Márton
- Eötvös Loránd Tudományegyetem
- Pécsi Tudományegyetem